# Azolla microphylla
Azolla microphylla là một loài dương xỉ trong họ Salviniaceae. Loài này được Kaulf. mô tả khoa học đầu tiên năm 1824.